# 康树华
康树华（1926年8月27日—2014年2月7日），黑龙江省绥化人，中华人民共和国犯罪学家。

## 生平
1948年，毕业于东北教育学院教育系，1954年调入北京大学法律系任教，参与起草《1954年中华人民共和国宪法》。1962年至1977年，供职于北京大学图书馆。1978年，返回北京大学法律系任教，并担任北京大学犯罪问题研究中心主任、中国犯罪学研究会首任会长。著有《犯罪学—历史·现状·未来》。